# Éric Desjardins
Pour les articles homonymes, voir Desjardins.
Éric Desjardins (né le 14 juin 1969 à Rouyn-Noranda dans la province de Québec au Canada) est un joueur professionnel canadien de hockey sur glace.

## Biographie
Il fait ses débuts dans la Ligue nationale de hockey après avoir été choisi par les Canadiens de Montréal au cours du repêchage d'entrée dans la LNH 1987 en seconde ronde (38e choix). Il joue avec les Canadiens de 1988 à 1994 et remporte avec eux la Coupe Stanley en 1993. Pendant cette finale, il inscrit un tour du chapeau lors du deuxième match ; il devient ainsi le premier défenseur de la LNH à réussir un tour du chapeau pendant la finale d'une Coupe Stanley.
De 1994 à 2006, il a fait partie de l'équipe des Flyers de Philadelphie. Il remporte plusieurs trophées Barry Ashbee, récompensant le meilleur défenseur des Flyers. Il fait partie de l'équipe du Canada de hockey sur glace aux Jeux olympiques d'hiver de 1998, à Nagano.
Le 10 août 2006, il annonce sa retraite après 17 saisons passées à jouer dans la Ligue nationale de hockey.
Il est maintenant actionnaire dans plusieurs entreprises dont la pourvoirie Aventure Joncas, situé tout près de sa terre natale, dans le Parc National La Vérendrye.
Il est récipiendaire, en 2005, de la Médaille de l'Assemblée nationale.
Le 15 juillet 2008, il est annoncé comme entraîneur de développement à temps partiel au sein des Flyers de Philadelphie.

## Statistiques
Pour les significations des abréviations, voir Statistiques du hockey sur glace.

### En club
| Saison     | Équipe                  | Ligue      |       | Saison régulière | Saison régulière | Saison régulière | Saison régulière | Saison régulière |    | Séries éliminatoires | Séries éliminatoires | Séries éliminatoires | Séries éliminatoires | Séries éliminatoires |
| Saison     | Équipe                  | Ligue      | PJ    | B                | A                | Pts              | Pun              | PJ               | B  | A                    | Pts                  | Pun                  |                      |                      |
| 1986-1987  | Bisons de Granby        | LHJMQ      | 66    | 14               | 24               | 38               | 75               | -                | -  | -                    | -                    | -                    |                      |                      |
| 1987-1988  | Bisons de Granby        | LHJMQ      | 62    | 18               | 49               | 67               | 138              | 5                | 0  | 3                    | 3                    | 10                   |                      |                      |
| 1987-1988  | Canadiens de Sherbrooke | LAH        | 3     | 0                | 0                | 0                | 6                | 4                | 0  | 2                    | 2                    | 2                    |                      |                      |
| 1988-1989  | Canadiens de Montréal   | LNH        | 36    | 2                | 12               | 14               | 26               | 14               | 1  | 1                    | 2                    | 6                    |                      |                      |
| 1989-1990  | Canadiens de Montréal   | LNH        | 55    | 3                | 13               | 16               | 51               | 6                | 0  | 0                    | 0                    | 10                   |                      |                      |
| 1990-1991  | Canadiens de Montréal   | LNH        | 62    | 7                | 18               | 25               | 27               | 13               | 1  | 4                    | 5                    | 8                    |                      |                      |
| 1991-1992  | Canadiens de Montréal   | LNH        | 77    | 6                | 32               | 38               | 50               | 11               | 3  | 3                    | 6                    | 4                    |                      |                      |
| 1992-1993  | Canadiens de Montréal   | LNH        | 82    | 13               | 32               | 45               | 98               | 20               | 4  | 10                   | 14                   | 23                   |                      |                      |
| 1993-1994  | Canadiens de Montréal   | LNH        | 84    | 12               | 23               | 35               | 97               | 7                | 0  | 2                    | 2                    | 4                    |                      |                      |
| 1994-1995  | Canadiens de Montréal   | LNH        | 9     | 0                | 6                | 6                | 2                | -                | -  | -                    | -                    | -                    |                      |                      |
| 1994-1995  | Flyers de Philadelphie  | LNH        | 34    | 5                | 18               | 23               | 12               | 15               | 4  | 4                    | 8                    | 10                   |                      |                      |
| 1995-1996  | Flyers de Philadelphie  | LNH        | 80    | 7                | 40               | 47               | 45               | 12               | 0  | 6                    | 6                    | 2                    |                      |                      |
| 1996-1997  | Flyers de Philadelphie  | LNH        | 82    | 12               | 34               | 46               | 50               | 19               | 2  | 8                    | 10                   | 12                   |                      |                      |
| 1997-1998  | Flyers de Philadelphie  | LNH        | 77    | 6                | 27               | 33               | 36               | 5                | 0  | 1                    | 1                    | 0                    |                      |                      |
| 1998-1999  | Flyers de Philadelphie  | LNH        | 68    | 15               | 36               | 51               | 38               | 6                | 2  | 2                    | 4                    | 4                    |                      |                      |
| 1999-2000  | Flyers de Philadelphie  | LNH        | 81    | 14               | 41               | 55               | 32               | 18               | 2  | 10                   | 12                   | 2                    |                      |                      |
| 2000-2001  | Flyers de Philadelphie  | LNH        | 79    | 15               | 33               | 48               | 50               | 6                | 1  | 1                    | 2                    | 0                    |                      |                      |
| 2001-2002  | Flyers de Philadelphie  | LNH        | 65    | 6                | 19               | 25               | 24               | 5                | 0  | 1                    | 1                    | 2                    |                      |                      |
| 2002-2003  | Flyers de Philadelphie  | LNH        | 79    | 8                | 24               | 32               | 35               | 5                | 2  | 1                    | 3                    | 0                    |                      |                      |
| 2003-2004  | Flyers de Philadelphie  | LNH        | 48    | 1                | 11               | 12               | 28               | -                | -  | -                    | -                    | -                    |                      |                      |
| 2005-2006  | Flyers de Philadelphie  | LNH        | 45    | 4                | 20               | 24               | 56               | 6                | 1  | 3                    | 4                    | 6                    |                      |                      |
| Totaux LNH | Totaux LNH              | Totaux LNH | 1 143 | 136              | 439              | 575              | 757              | 168              | 23 | 57                   | 80                   | 93                   |                      |                      |

### En équipe nationale
| Année | Compétition                 |   | PJ | B | A | Pts | Pun           |  | Résultat |
| 1988  | Championnat du monde junior | 7 | 0  | 0 | 0 | 6   | Médaille d'or |  |          |
| 1989  | Championnat du monde junior | 7 | 1  | 4 | 5 | 6   | 4e place      |  |          |
| 1991  | Coupe Canada                | 8 | 1  | 2 | 3 | 6   | Vainqueur     |  |          |
| 1996  | Coupe du monde              | 8 | 1  | 2 | 3 | 4   | Finaliste     |  |          |
| 1998  | Jeux olympiques             | 6 | 0  | 0 | 0 | 2   | 4e place      |  |          |